# Bahnhof Klingenberg-Colmnitz
Der Bahnhof Klingenberg-Colmnitz ist eine Betriebsstelle der Bahnstrecke Dresden–Werdau und der hier beginnenden ehemaligen Schmalspurbahnen Klingenberg-Colmnitz–Oberdittmannsdorf und Klingenberg-Colmnitz–Frauenstein am südlichen Rand des Tharandter Walds.

## Lage
Der Bahnhof liegt vollständig auf dem Gebiet der Gemeinde Klingenberg im Westen des sächsischen Landkreises Sächsische Schweiz-Osterzgebirge, dabei überwiegend auf der Gemarkung des Ortsteils Klingenberg, zu einem kleineren Teil auf der Gemarkung des Ortsteils Colmnitz. Nördlich des Bahnhofs liegen ein Abschnitt der historischen Salzstraße nach Böhmen und der Tharandter Wald, südlich des Bahnhofs die Klingenberger Siedlung Am Sachsenhof.
Der Bahnhof liegt am Streckenkilometer 25,4 der normalspurigen Bahnstrecke Dresden–Werdau und 436 Meter über dem Meeresspiegel, mithin 228 Meter höher als der in Richtung Dresden benachbarte, 11,6 km entfernte Bahnhof Tharandt. Insbesondere vor der erfolgten Streckenelektrifizierung war der Bahnhof Klingenberg-Colmnitz damit betriebliche „Bergstation“ der bekannten Tharandter Steige. Er ist seit jeher die höchstgelegene Betriebsstelle der heutigen Bahnstrecke Dresden–Werdau.

## Geschichte

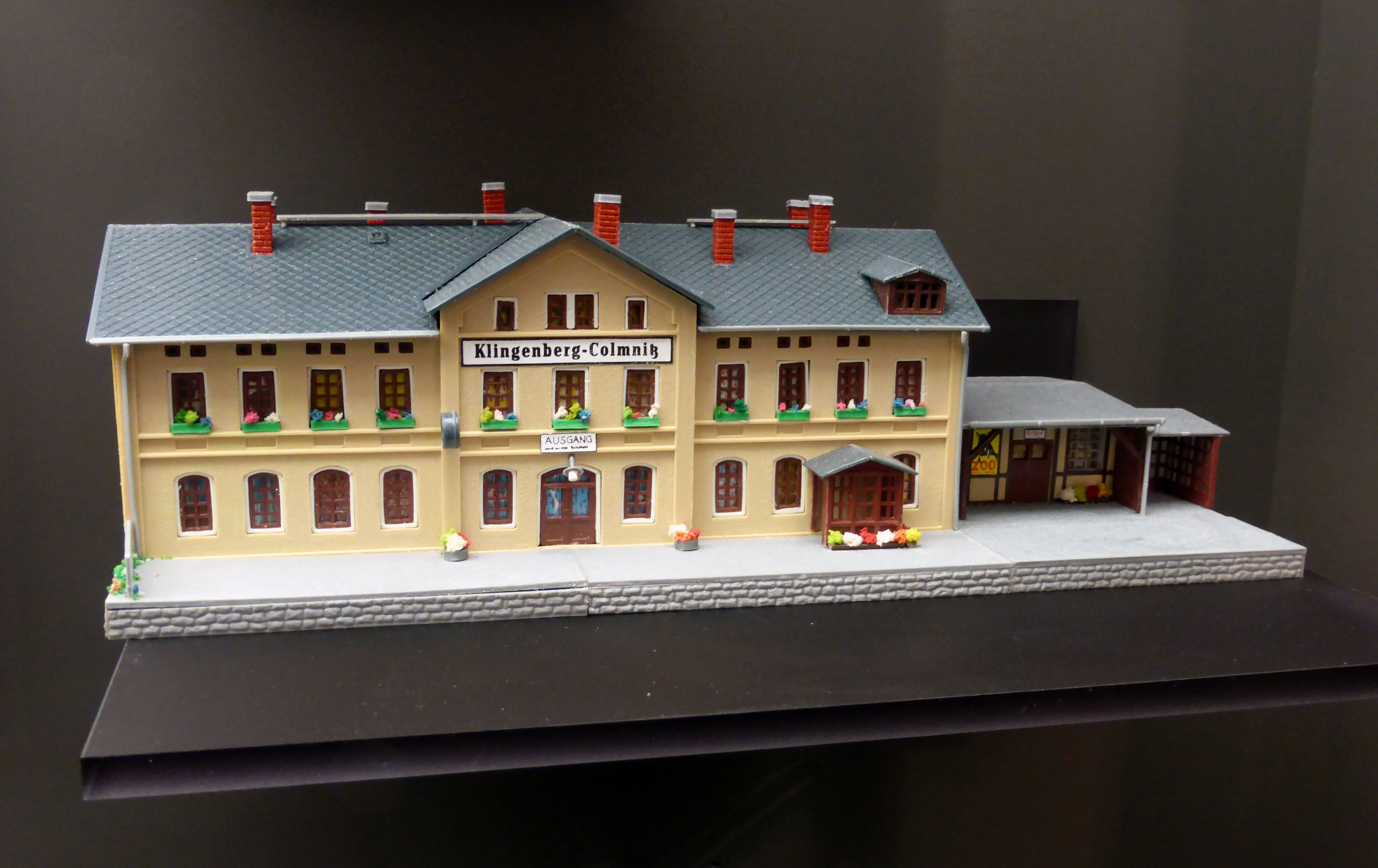
Momos-Modellbausatz um 1970.

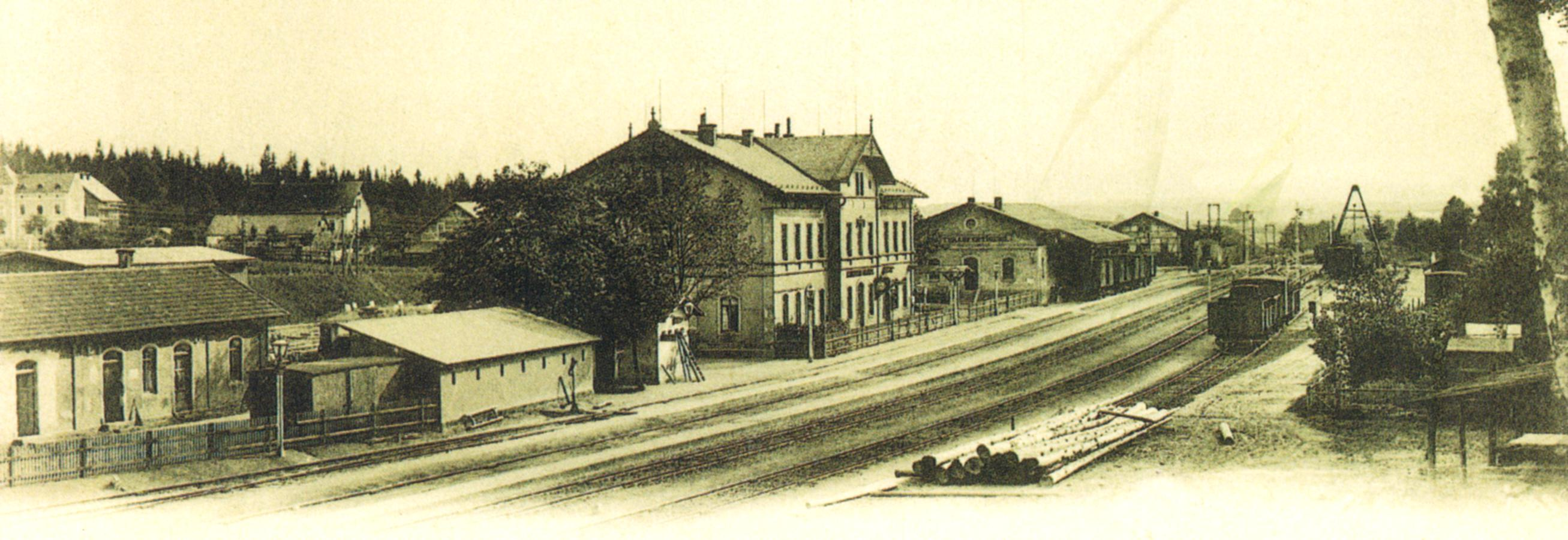
Historisches Foto des Bahnhofs Klingenberg-Colmnitz aus dem Jahr 1898/1899

Der Bahnhof wurde am 11. August 1862 mit der Streckenverlängerung Tharandt–Freiberg, Teil der heutigen Bahnstrecke Dresden–Werdau, in Betrieb genommen. Als Bergstation der im Dampflokbetrieb gefürchteten Tharandter Steige kam dem Bahnhof sofort nach der Eröffnung eine große Bedeutung zu, da vom Bahnhof Tharandt bis hierher in der Dampflokzeit so gut wie alle Züge vorgespannt oder nachgeschoben werden mussten. Dabei mussten vom Talbahnhof auf zwölf Kilometer Streckenlänge 230 Höhenmeter überwunden werden.
Der Bahnhof hatte zunächst geringere regionale Anbindung, dafür war er als Umspannstation für die Züge nach Absolvierung der Bergfahrt wichtig. Bereits auf alten Fotografien sind zwei Bahnsteige an beiden Streckengleisen zu erkennen. Die Güterzuggleise sehen mit fünf Gesamtgleisen eher bescheiden aus.

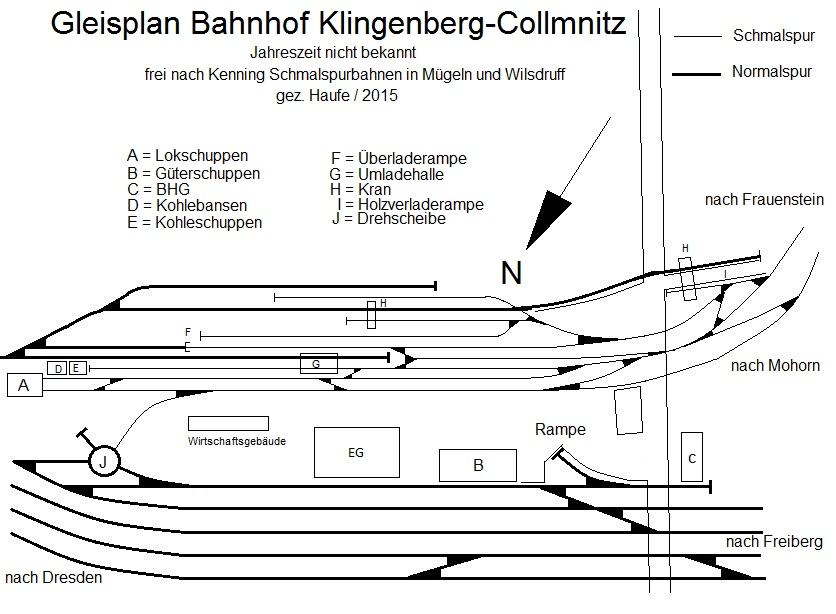
Gleisplan des Bahnhof Klingenberg-Colmnitz aus den Zeiten mit Schmalspuranbindung

Das änderte sich erst am 14. September 1898 mit der Eröffnung der Schmalspurbahn Klingenberg-Colmnitz–Frauenstein, zu der ergänzend 1923 die Schmalspurbahn Klingenberg-Colmnitz–Oberdittmannsdorf dazukam. Nun bekam der Bahnhof größere Dimensionen, wie sie auf dem abgebildeten Gleisplan zu sehen sind. Die Gleisanlagen nahmen von dem Umfang und der Gleisanzahl noch einmal dieselbe Anzahl an Gleisen zu. Bis Anfang der 1970er Jahre blieben die Gleisanlagen in dieser Form bestehen. Zum Warenaustausch bestanden im Bahnhof Klingenberg-Colmnitz lediglich eine Umladehalle und zwei Ladekräne, einer am Bahnhofsvorplatz und einer an der Ausfahrt der Schmalspurbahn in Richtung Frauenstein und Richtung Oberdittmannsdorf. Rollböcke oder Rollwagen hat es nie auf der Schmalspurbahn Klingenberg-Colmnitz–Frauenstein gegeben; der Einsatz von Rollwagen wurde auf der Schmalspurbahn von Oberdittmannsdorf lediglich bis Naundorf praktiziert. Weiterhin wurden auf dem Schmalspurteil des Bahnhofs ein zweigleisiger und zweiständiger Lokschuppen, ein Kohleschuppen und ein Kohlebansen gebaut. Diese Lokbehandlungsanlagen entstanden schon mit der Eröffnung der Strecke nach Frauenstein. Damit waren die Gleisanlagen des Bahnhofs im Wesentlichen komplett.
Erst 1927 wurden die beiden Stellwerke W1 und B2 auf der Normalspurseite gebaut, die die Stellung des Normalspurteiles nördlich des Empfangsgebäudes übernahmen. Um 1930 bestand östlich des Wirtschaftsgebäudes des Bahnhofs die Möglichkeit zum Drehen von Fahrzeugen. Die Drehscheibe war dreischienig und konnte zum Drehen der Schmalspurlokomotiven benutzt werden.

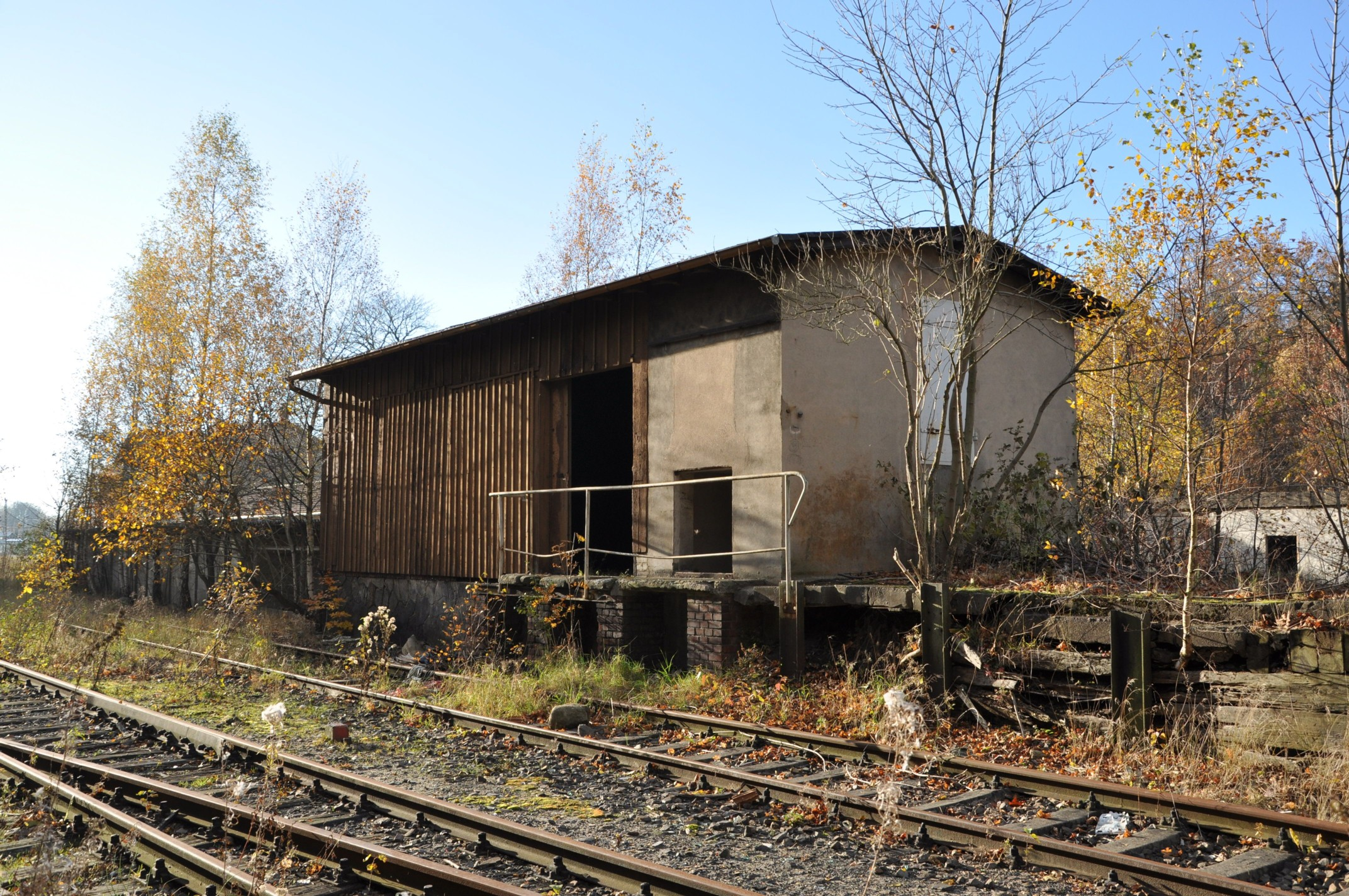
2010 noch vorhandener Kohleschuppen der Schmalspurbahn des Bahnhofs Klingenberg-Colmnitz

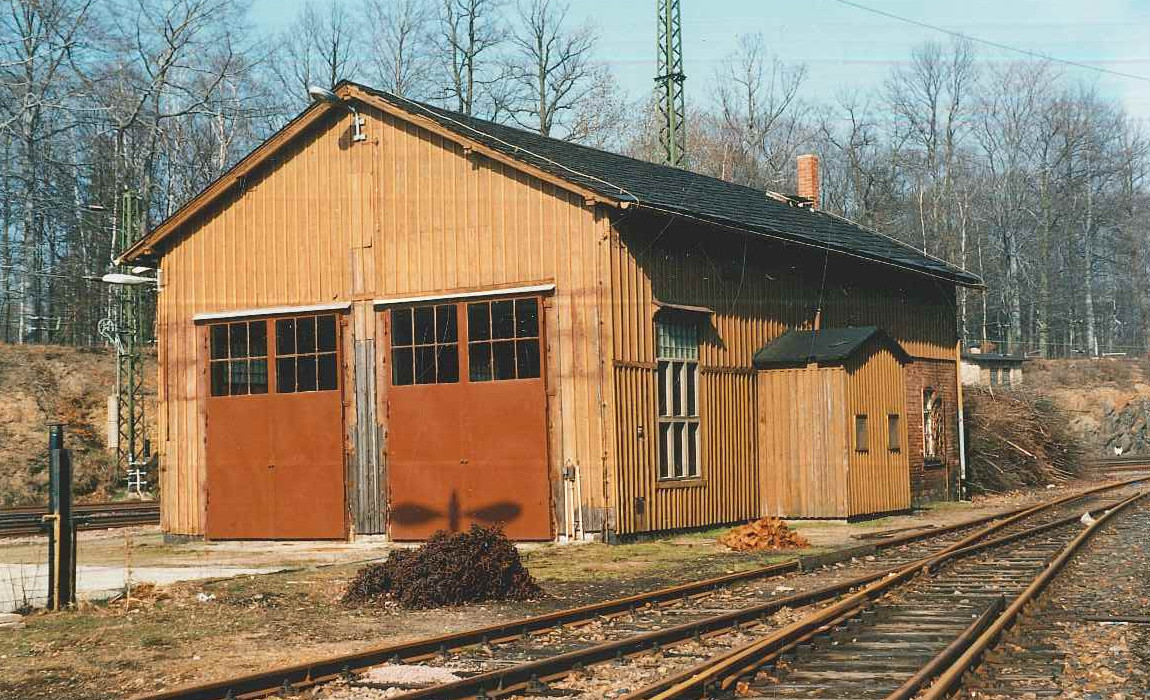
Der bis 2001 noch vorhandene Lokschuppen der Schmalspurbahn des Bahnhofs Klingenberg-Colmnitz (1995)

Am 25. September 1966 wurde die Bahnstrecke auf der Normalspurseite elektrifiziert. Als 1972 die beiden Schmalspurbahnen stillgelegt wurden, wurden die Schmalspurgleise im Bahnhof Klingenberg-Colmnitz abgebaut, die Normalspurgleise jedoch im Wesentlichen beibehalten. Anstatt der Umlademöglichkeit zur Schmalspur wurde eine Krananlage für einen Versand zu einer Stahlbaufirma verwendet, die andere wurde demontiert. Die Hochbauten von der Schmalspurbahn blieben bis auf die Umladehalle und einen Umladekran stehen. Die vier im Schmalspurbereich vorhandenen Gleise wurden außer dem Versand zum Abstellen von Wagen verwendet. Im Jahr 2000 erhielt der Bahnhof Anschluss an das ESTW. Das war der Anlass, den Bahnhof gründlich auf die Anforderungen der heutigen Zeit zu bringen. Der Bahnhofsvorplatz wurde als kombinierter Buswartestand und Parkplatz umgebaut. Der Bahnhof wird seitdem mit drei Durchfahrtsgleisen betrieben; die zwei neben dem Empfangsgebäude sind die Haltegleise mit Außenbahnsteig, außerdem besteht noch ein nördliches Überholgleis. Zwischen den beiden Außenbahnsteigen wurde eine etwas zu kleine Fahrstuhlverbindung geschaffen. Die Verbindung zum Gleis 7 ist nach wie vor noch erhalten, ebenso wie die Normalspurgleise auf der ehemaligen Schmalspurseite. Es ist nicht mehr befahrbar. 2009 wurde der Güterschuppen des Bahnhofs abgerissen. Die funktionslosen Stellwerke wurden inzwischen abgerissen. Ein funktionsloses Relikt aus der Schmalspurzeit ist der Kohleschuppen, der 2011 auf Fotos noch zu sehen ist.

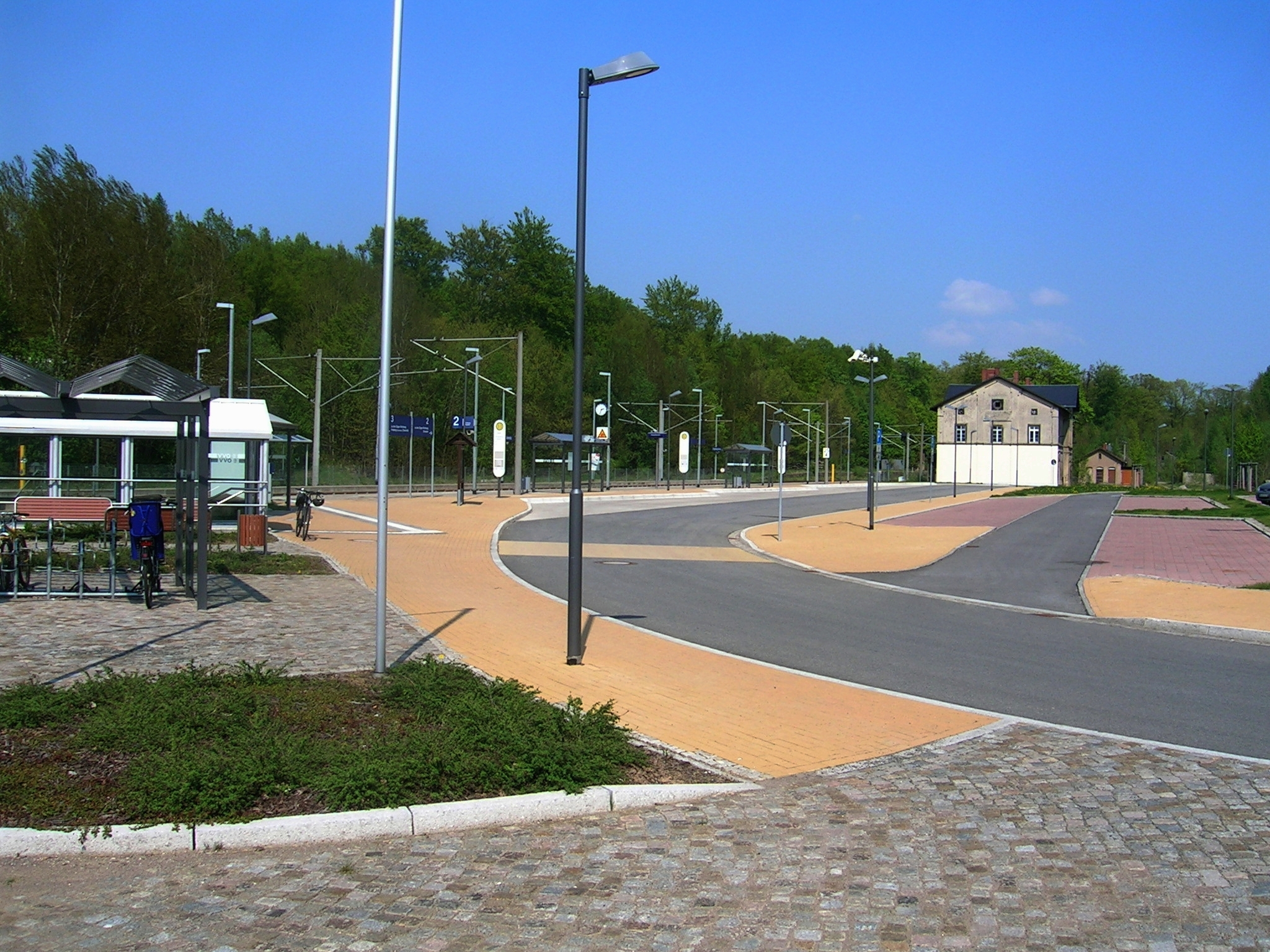
Vorplatz des Bahnhofs auf der Schmalspurseite mit im Hintergrund noch zu erkennendem Kohleschuppen
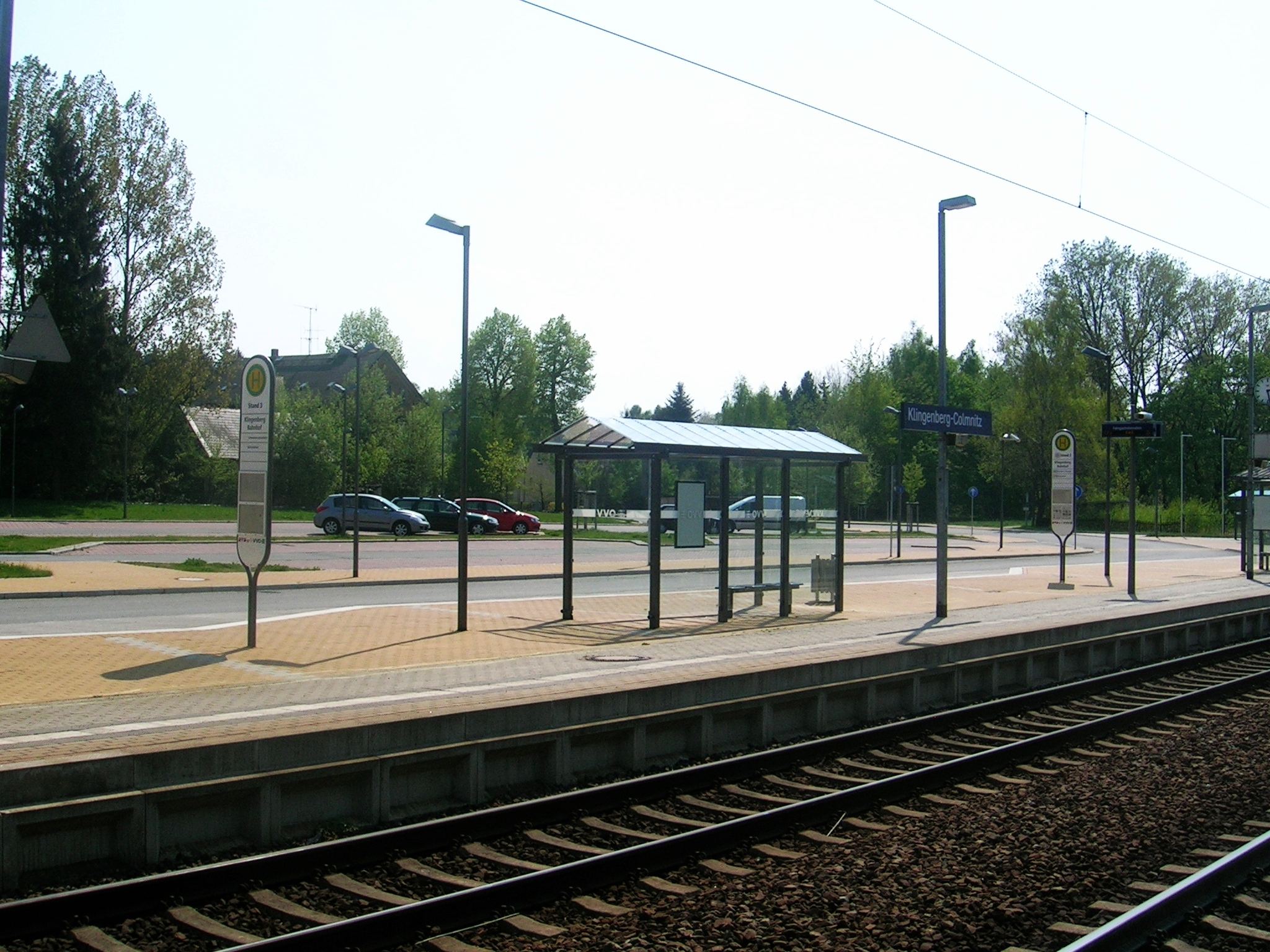
Vorplatz des Bahnhofs mit Blick auf den Standort des ehemaligen Güterschuppens
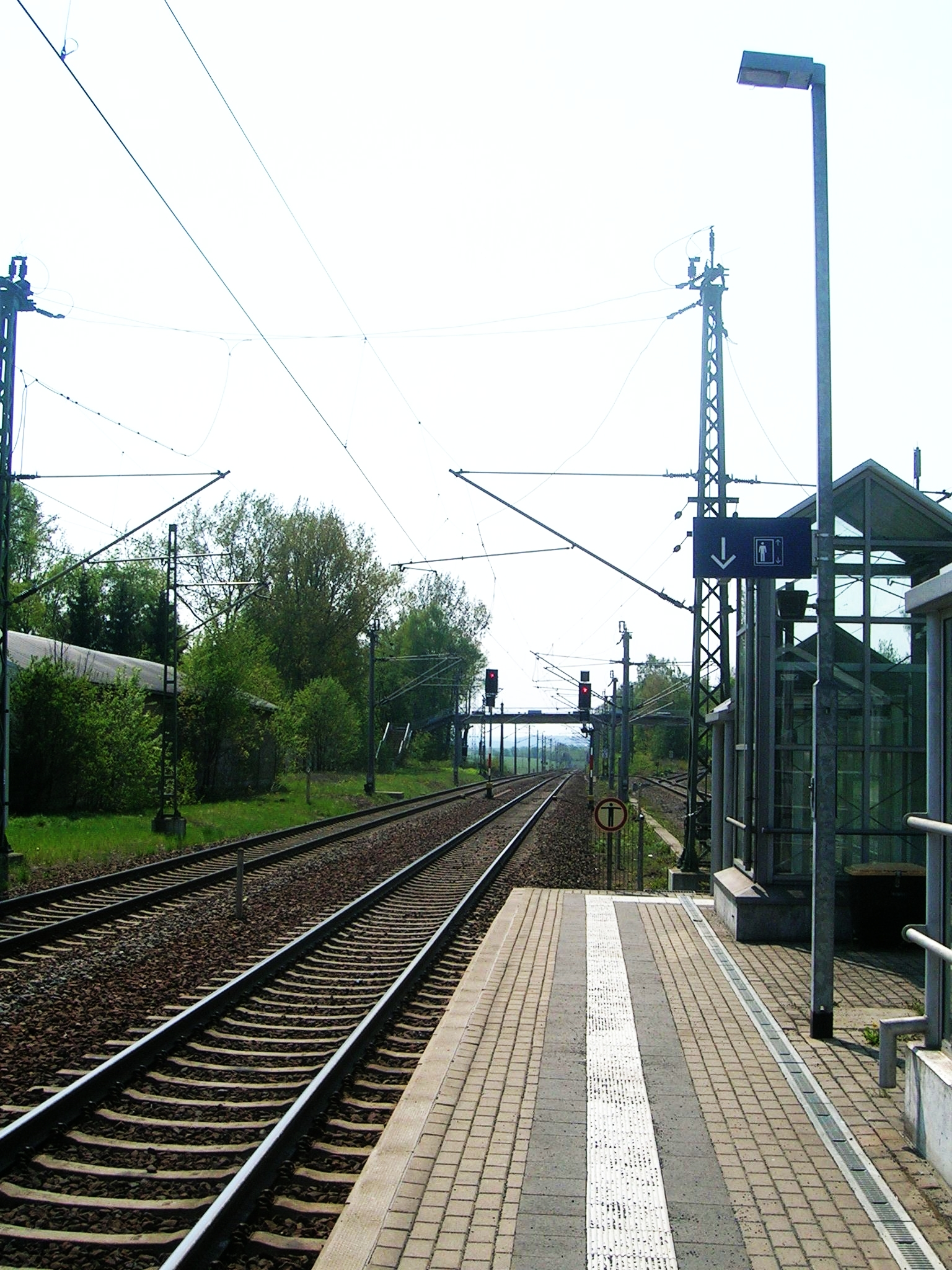
Bahnsteigblick in Richtung Freiberg

## Bahnsteige
Der Bahnhof besaß zur Schmalspurbahnzeit zwei überhöhte Außenbahnsteige auf dem Normalspurbahnteil und zwei ebenerdige Bahnsteige für die beiden Schmalspurbahnstrecken.

## Verkehr

### Schmalspurbahnen
Beide Schmalspurbahnen können als Verbindungslinien des Netzes um Wilsdruff und dem Erzgebirgsort Frauenstein angesehen werden, die Anwohner fuhren mit der Bahn zur Arbeit in den Plauenschen Grund oder zur Erholung in das Osterzgebirge. Im ersten Betriebsjahr wurden auf der Schmalspurbahn Klingenberg-Colmnitz–Frauenstein 134.000 Reisende und etwa 35.000 t Fracht befördert. Durch die fehlende Aufnahme des Rollwagenverkehrs stagnierte das Güteraufkommen und pegelte sich um 30.000 t im Jahr ein. Zwischen 1911 und 1914 verkehrte zudem eine schmalspurige Werkbahn zur Talsperrenbaustelle Klingenberg. 1914 fuhren zwischen Klingenberg-Colmnitz und Frauenstein täglich vier Zugpaare. 1922 verkehrten zwischen Klingenberg-Colmnitz und dem damaligen Endpunkt Naundorf der Schmalspurbahn Klingenberg-Colmnitz–Oberdittmannsdorf zwei Zugpaare. 1925 waren es zwischen Klingenberg-Colmnitz und Frauenstein schon fünf Zugpaare, und zwischen Klingenberg-Colmnitz und Oberdittmannsdorf zwei Zugpaare. 1932 waren es zwischen Klingenberg-Colmnitz und Frauenstein sechs Zugpaare, zwischen Klingenberg-Colmnitz und Oberdittmannsdorf lediglich ein Zug, wobei dieser bis Mohorn weitergeleitet wurde. 1939 verkehrten zwischen Klingenberg-Colmnitz und Frauenstein ganze acht Zugpaare. Im Kriegsjahr 1943 verkehrte zwischen Klingenberg-Colmnitz und Mohorn ein Zugpaar. Das Kursbuch 1946/1947 zeigt für die Strecke Klingenberg-Colmnitz–Frauenstein lediglich drei Zugpaare. 1950/1951 sind es auf der Strecke Klingenberg-Colmnitz–Mohorn wieder drei Zugpaare, wobei einer in Naundorf endete. 1960 verkehrten auf der Strecke nach Frauenstein sechs Zugpaare. Im letzten vollen Betriebsjahr verkehrten auf der Linie von Klingenberg-Colmnitz nach Mohorn vier Zugpaare, im selben Jahr waren es auf der Linie nach Frauenstein ebenfalls vier Zugpaare, wobei einer lediglich sonnabends verkehrte.

### Normalspurbahn
2022 wird der Bahnhof Klingenberg-Colmnitz von der Regionalbahn-Linie RB30 Dresden–Freiberg–Chemnitz–Zwickau und der S-Bahn-Linie S3 Dresden–Tharandt–Freiberg bedient. Erstere verkehrt täglich und jeweils stündlich (beginnend morgens kurz nach 5 Uhr und endend nachts kurz vor 1 Uhr), zweitere ebenfalls stündlich (und dabei halbstündlich versetzt zur RB30), allerdings nur während der werktäglichen Hauptverkehrszeit morgens (drei Zugpaare) und nachmittags (vier Zugpaare). Die S-Bahn-Linie wird von DB Regio Südost betrieben, die Regionalbahnlinie RB30 von der Bayerischen Oberlandbahn GmbH unter der Marketingbezeichnung Mitteldeutsche Regiobahn.

## Lokbahnhof Klingenberg-Colmnitz
Der Lokschuppen des Bahnhofs unterstand bis 1952 dem Bw Nossen und danach bis zur Betriebseinstellung dem Bw Wilsdruff. Zwischen den Gleisen des Lokschuppens stand ein Wasserkran mit einem Wasserhaus mit 13 m³ Inhalt. Das rechte Gleis im Schuppen und dasselbe davor besaß eine Revisionsgrube. Funktionslos wurde der Kohleschuppen, nachdem 1962 für die Bekohlung der Lokomotiven ein Förderband verwendet wurde. Der Lokschuppen besaß zwei verschiedene Rauchabzüge je Gleis, da die Lokomotiven auf der Mohorner Strecke unterschiedliche Richtungen haben konnten. Nach der Stilllegung der Strecke wurden die Hochbauten stehengelassen. Der Lokschuppen wurde 2001 abgerissen, der Kohleschuppen steht heute noch.

### Beheimatete Lokomotiven
Es waren zuerst Lokomotiven der Reihe I K beheimatet, die bald auf den gebirgigen Abschnitten an ihre Grenzen kamen. Die IV K war auf Dauer den Bedingungen nicht gewachsen. Erst die Sächsische VI K genügte den Anforderungen des Betriebes und war bis zur Betriebseinstellung im Einsatz. Versuchsweise sollen Lokomotiven der Reihe V K eingesetzt worden sein. Einsätze der 99.73–76 kamen sporadisch vor, als es mit dem Einsatz der VI K Probleme gab (um 1930 und in den 1960er Jahren).

### Beheimatete Wagen und Nebenfahrzeuge
Im Bahnhof Klingenberg-Colmnitz waren eine große Anzahl von Schmalspurgüterwagen zur Güterverkehrsabwicklung und Personenwagen zum Personenzugdienst auf den beiden Schmalspurbahnen stationiert. Ab etwa 1920 kamen vorrangig vierachsige Fahrzeuge zum Einsatz.
Auf der Normalspurseite waren für den Güterumschlag ebenfalls eine Menge Güterwagen vorzuhalten. Im Personenverkehr lag die Priorität des Bahnhofs auf dem Durchgangsverkehr.